# (90892) Betlemska kaple
(90892) Betlemska kaple es un asteroide que forma parte del cinturón de asteroides y fue descubierto por Miloš Tichý el 16 de enero de 1997 desde el Observatorio Kleť, cerca de České Budějovice, República Checa.

## Designación y nombre
Recibió inicialmente la designación de 1997 BC. Fue nombrado por Betlémská kaple (La Capilla de Belén en checo), un edificio religioso medieval de Praga, conocido por su relación con el reformador religioso checo Jan Hus, que sirvió allí como predicador influyente entre 1402 y 1412. La capilla que lleva el nombre de Belén tenía capacidad para casi 3000 personas y fue restaurada en los años 50.

## Características orbitales
Betlemska kaple orbita a una distancia media de 2,810 ua del Sol, pudiendo acercarse hasta 2,711 ua y alejarse hasta 2,910 ua. Tiene una inclinación orbital de 3,814 grados y una excentricidad de 0,035. Emplea 1720,74 días en completar una órbita alrededor del Sol.
Pertenece a la familia de asteroides de (1726) Hoffmeister.

## Características físicas
La magnitud absoluta de Betlemska kaple es 15,94.